# CHARGE-syndromet
CHARGE-syndromet (tidigare CHARGE association) är ett ovanligt medfött syndrom bestående av missbildningar i flera av människokroppens organ. CHARGE står för de första bokstäverna i de påverkade organen.
- Coloboma, på svenska kolobom, en defekt slutning av ögats bakre hinnor.
- Heart defect, på svenska hjärtmissbildningar.
- Atresia choanale, på svenska koanalatresi, det vill säga hinder i bakre näsöppningen mot svalget.
- Retardation of growth and/or development, på svenska tillväxthämning och/eller störd utveckling fysiskt och intellektuellt.
- Genital anomalies, på svenska missbildning av könsorganen.
- Ear anomalies, på svenska öronmissbildningar, med eller utan hörselnedsättning och balansrubbning.

## Förekomst
Uppskattningsvis föds ett barn på 5 000-12 000 nyfödda med syndromet, enligt statistik från socialstyrelsens missbildningsregister. I Sverige räknar man med att det föds cirka tio barn med CHARGE syndrom om året.

## Ärftlighet
I de flesta fall är CHARGE syndrom en följd av en nymutation och någon ökad risk att fler av parets barn ska drabbas av tillståndet anses inte finnas. Det drabbade barnet är bärare av den muterade genen och kan därför föra den vidare till sina egna barn.
I enstaka fall har det dock hänt att samtliga i en syskonskara har fötts med syndromet. Ett fall har dokumenterats där syskonen endast har samma biologiska mamma men olika pappor och trots detta fötts med CHARGE syndrom. Detta tros bero på att modern i detta fall bär med sig en dominant gen.

## Orsak
Orsaken till CHARGE syndrom är okänd. Det man vet är att mutationen sker under det befruktade äggets första delningar. Tidigt i fosterutvecklingen, redan i fjärde graviditetsveckan, kan mutationens följder observeras. Mutationerna sker i en gen som kallas CHD7 och som är lokaliserad till kromosom 8. CDH7-genen styr bland annat bildningen av ett protein, som i den tidiga fosterutvecklingen är inblandat i bland annat utvecklingen i hjärta, inneröron och ögats näthinna.

## Symtom

### Kolobom
Kolobom är en synlig missbildning av näthinnans synceller, som samlats centralt och kan ses som en större eller mindre "klump" vid inspektion. Även andra synskador förekommer hos personer med CHARGE. Många har så kallade 'blinda fält' även i andra delar av näthinnan på grund av små och underutvecklade ögon, mikroftalmi. Vanligt är att personer med CHARGE saknar syn i övre delen av synfältet varför barn ofta lär sig krypa "upp och ned". Andra vanligt förekommande synfel är skelning, nystagmus, dåligt samordnade ögonrörelser (konvergens), då både ögonmuskler och de motoriska nerverna till ögonen är underutvecklade. En stark synnedsättning till följd av den felaktigt utvecklade näthinnan, är också vanligt. Näthinnan, som vanligen är förtunnad hos de drabbade, kan drabbas av spontan avlossning, vilket finns beskrivet hos de drabbade.

### Hjärtfel
Hjärtproblem, till följd av missbildningar i hjärtats anatomi, finns hos de flesta barn med syndromet. Problemen kan variera från lindriga till mer komplicerade. Hjärtfel finns hos omkring hälften av barnen och behöver sällan opereras.
Mer komplicerade hjärtfel förekommer också i många fall. Detta ger barnen försämrat syreupptag och behöver alltid opereras.

### Koanalatresi
Koanalatresi är vanligt hon personer med CHARGE. Detta innebär en förträngning av de bakre näsöppningarna vilket hindrar luft att passera till luftrören via näsan. Ibland är koanalatresin enkelsidig och ibland dubbelsidig. Om atresin är dubbelsidig måste barnet opereras tidigt, då små barn är beroende av att kunna andas genom näsan för att kunna suga.
Även andra former av missbildningar i luftstrupen förekommer även om detta inte är lika vanligt som koanalatresi. Dessa missbildningar kan ta sig i uttryck som en förträngning av luftstrupen eller mjukt brosk i luftstrupen vilket leder till att luftvägarna faller samman under inandning. Den sistnämnda missbildningen är inte farlig i sig, men kan lätt misstolkas som astma då en pipljud uppkommer vid inandning.

### Tillväxthämning och/eller utvecklingsstörning
Personer med CHARGE blir sällan långa, ofta har de en ganska kort och bred, nästan fyrkantig, kropp.
Många av barnen med CHARGE utvecklar inte talet förrän vid 5-6 års ålder, andra börjar inte prata alls.

### Missbildning av könsorganen
Framför allt brukar pojkar med CHARGE ha en outvecklad eller liten penis samt att urinrörsmynningen är avvikande placerat (hypospadi). Den senare förändringen kan åtgärdas kirurgiskt. Hos flickor förekommer ofta en avsaknad av livmoder och vagina medan de yttre könsorganen är normala. 

### Öronmissbildningar
Det är även vanligt att öronens placering och storlek skiljer sig från höger till vänster sida.
Öronmissbildningar i mellan- och innerörat är också typiskt för syndromet. En för trång eller helt saknad hörselgång ger barnen hörselnedsättningar eller dövhet, detta kan dock korrigeras med hjälp av en titanskruv som leder ljudet rakt igenom skallbenet till innerörat. Även missbildningar av snäckan är vanligt förekommande, även detta kan till viss del korrigeras med hjälp av cochleaimplantat. I få fall saknas hörselnerven eller snäckan helt, barnet förblir då helt döv.
Barn med CHARGE har ofta missbildningar även i balansorganet, vilket gör att de har stora svårigheter med balans och fotmotorik. Många barn lär sig inte gå förrän i 4-5årsåldern. 

### Andra vanliga symtom
Ansiktsförlamning eller andra nervskador i ansiktet är vanliga. Barn med CHARGE har ofta en ansiktshalva där musklerna är svagare. Missbildningar i ansiktet till exempel gomspalt eller underutvecklat käkparti är inte heller ovanligt.
Trång analöppning eller avsaknad av ändtarmsöppning samt andra missbildningar på tarmarna ger ofta barnen svårigheter med matsmältningen.
Många barn med syndromet har dessutom stora svårigheter med att svälja eller behålla föda under de tidiga åren, vilket resulterar i mycket hög dödlighet under det första levnadsåret. Många barn med CHARGE måste sondmatas eller får en så kallad knapp inopererad då de inte kan äta på naturlig vis.
Immunförsvaret är generellt svagare hos barn med CHARGE än hos andra barn. Till följd av detta får de ofta svåra långdragna förkylningar och andra infektionssjukdomar.
Skolios förekommer hos hälften av alla vuxna med CHARGE.

## Diagnos
Tre organområden utgör grunden för diagnosen CHARGE syndrom enligt de nya diagnoskriterierna: kolobom, hinder i bakre näsöppningen (koanalatresi) och missbildning av båggångarna i öronen, syndromet kan även fastställas genom DNA-test.
Det är även möjligt att upptäcka syndromet med hjälp av fosterdiagnostik om det sedan tidigare finns fall med CHARGE i familjen.

## Behandling
Barn som föds med syndromet är ofta i akut behov av tidig experthjälp och ibland även operationer för att överleva. De flesta med CHARGE kommer att vara beroende av experthjälpen livet ut. Syn- och hörselhjälpmedel är nästan samtliga i behov av för att klara en vardag, många är även i behov av personlig assistent för att klara sig fysiskt och socialt. Det bör dock tilläggas att det finns de med diagnosen som lever normala liv idag.